# Реџи Џексон
Реџиналд Шон Џексон (енгл. Reginald Shon Jackson; Порденоне, 16. април 1990), познатији као Реџи Џексон, амерички је кошаркаш. Игра на позицији плејмејкера, а тренутно је без ангажмана.
Освојио је НБА титулу са Денвер нагетсима у сезони 2022/23.

## Успеси

### Клупски
- Денвер нагетси:
  - НБА шампион (1): 2022/23.